# Boulder Lake (Neuseeland)
Der Boulder Lake ist ein Gebirgssee in der Region des Tasman District auf der Südinsel von Neuseeland.

## Geographie
Der Boulder Lake befindet sich nördlich angrenzend an die Colosseum Ridge, südlich angrenzend an die Brown Cow Ridge und rund 3 km westlich von der Hardy Ridge entfernt. Der See, der auf einer Höhe von 985 m liegt, erstreckt sich über eine Fläche von 44 Hektar und besitzt einen Umfang von rund 3,33 km. In einem leichten Bogen ausgeführt dehnt sich der Boulder Lake über eine Länge von rund 1,19 km in Nordnordwest-Süd-Richtung aus und misst an seiner breitesten Stelle rund 520 m in Ost-West-Richtung.
Gespeist wird der See von einigen Gebirgsbächen. An seinem nordwestlichen Ende entwässert der Boulder River den See und stürzt nach gut 300 m über die Boulder River Falls über 64 m in die Tiefe. Der Boulder River mündet später in den Aorere River.

## Boulder Lake Track
Der Boulder Lake Track, der wenige Meter vom Aorere River entfernt an einen Parkplatz am südsüdöstlichen Ende der landwirtschaftlichen Ansiedlung von Bainham startet, wird nur für Wanderer empfohlen, die einen hohen Grad an Fitness aufweisen und über Erfahrung abseits von Wegen verfügen. Die Wanderung zum See und zur Boulder Lake Hut, die über 8 Schlafplätze verfügt, soll über eine Länge von 20,6 km verfügen und rund 7 bis 8 Stunden Zeit benötigen.